# Cabinet Michael
Pour les articles homonymes, voir Cabinet de la Ire Assemblée galloise.
1er exécutif dévolu du pays de Galles
 Morgan I
Le cabinet d’Alun Michael est le premier exécutif gallois dévolu entre le 14 mai 1999 et le 9 février 2000, sous la première mandature de l’Assemblée nationale du pays de Galles.
Minoritaire, il est dirigé par Alun Michael, chef du Labour et à la tête d’une majorité relative au sein de la chambre élue une semaine plus tôt. Il précède le premier cabinet Morgan (2000-2003).

## Histoire

### Contexte politique
Les élections de l’Assemblée nationale du pays de Galles du 6 mai 1999 conduisent le Welsh Labour à disposer d’une majorité relative à la chambre en obtenant 28 des 60 sièges.
Alun Michael, secrétaire d’État pour le Pays de Galles dans le gouvernement de Tony Blair depuis le 27 octobre 1998, qui a été désigné de justesse chef du Welsh Labour le 20 février 1999 face à Rhodri Morgan, a également été désigné chef de file du parti pour ces élections.
Vainqueur du scrutin, il refuse de former une coalition avec d’autres partis — comme les Welsh Liberal Democrats ou le Plaid Cymru — afin de détenir une majorité absolue à l’assemblée, souhaitant au contraire mettre en œuvre une coopération transpartisane.

### Mise en place et évolution du cabinet
Le cabinet est nommé le 12 mai 1999 et qualifié de « minoritaire »,. Le 28 juillet 1999, Paul Murphy lui succède en tant que secrétaire d’État pour le Pays de Galles.
Il ne reprend certaines attributions du secrétaire d’État pour le Pays de Galles qu’à compter du 1er juillet 1999.
Menacé d’une motion de censure, alors que l’opposition critique son caractère autoritaire, Alun Michael démissionne de son poste de premier secrétaire et de chef du Welsh Labour le 9 février 2000. Son successeur, le secrétaire au Développement économique et aux Affaires européennes Rhodri Morgan, agissant dans le cadre d’un autre cabinet, est désigné le jour même, puis élu le 15 février 2000.

## Statut

### Intitulé gouvernemental
Au sens de la disposition 56 du Government of Wales Act 1998, le cabinet est légalement le « comité exécutif » (executive committee en anglais) de l’Assemblée nationale du pays de Galles. Cependant, cette même loi indique que l’attribution du titre officiel du comité exécutif est une prérogative parlementaire. Or, le règlement intérieur de l’Assemblée le qualifie de « cabinet de l’Assemblée » (Assembly Cabinet en anglais),.

### Rangs ministériels
Chaque membre du cabinet de l’Assemblée prend rang selon l’ordre hiérarchique ministériel établi :
1. Le premier secrétaire de l’Assemblée (Assembly First Secretary en anglais et Prif Ysgrifennydd y Cynulliad en gallois)[a] ;
2. Les secrétaires de l’Assemblée (Assembly Secretaries en anglais et Ysgrifenyddion y Cynulliad en gallois)[a].

## Composition

### Cabinet
Les secrétaires du cabinet sont nommés le 14 mai 1999. Andrew Davies, secrétaire aux Affaires d’assemblée, occupe la position de whip en chef,.
| Poste | Identité          | Mandat                       | Parti | Parti  |
| --- | ----------------- | ---------------------------- | ----- | ------ |
| Premier secrétaire First Secretary                                                                         | Alun Michael      | 12 mai 1999 — 9 février 2000 |       | Labour |
| Secrétaire au Développement économique Secretary for Economic Development                                  | Rhodri Morgan     | 12 mai 1999 — 9 février 2000 |       | Labour |
| Secrétaire à l’Éducation Secretary for Education                                                           | Rosemary Butler   | 12 mai 1999 — 9 février 2000 |       | Labour |
| Secrétaire à la Santé et aux Services sociaux Secretary for Health and Social Services                     | Jane Hutt         | 12 mai 1999 — 9 février 2000 |       | Labour |
| Secrétaire à l’Éducation des plus de 16 ans et à la Formation Secretary for Post 16 Education and Training | Tom Middlehurst   | 12 mai 1999 — 9 février 2000 |       | Labour |
| Secrétaire à l’Agriculture et à l’Économie rurale Secretary for Agriculture and the Rural Economy          | Christine Gwyther | 12 mai 1999 — 9 février 2000 |       | Labour |
| Secrétaire à l’Environnement Secretary for Environment                                                     | Peter Law         | 12 mai 1999 — 9 février 2000 |       | Labour |
| Secrétaire aux Affaires d’assemblée Secretary for Assembly Business                                        | Andrew Davies     | 12 mai 1999 — 9 février 2000 |       | Labour |
| Whip en chef Chief Whip                                                                                    | Andrew Davies     | 12 mai 1999 — 9 février 2000 |       | Labour |
| Secrétaire aux Finances Secretary for Finance                                                              | Edwina Hart       | 12 mai 1999 — 9 février 2000 |       | Labour |

### Publications officielles
- Government of Wales Act 1998, Londres, The Stationery Office Limited, 1999 (1re éd. 1998), 183 p. (lire en ligne [PDF]).
- National Assembly for Wales, Standing Orders of the National Assembly for Wales made by the Secretary of State for Wales under section 50(3) of the Government of Wales Act 1998, Cardiff, 2003 (1re éd. 1999), 113 p. (lire en ligne [PDF]).
- Alys Thomas, The First Minister and Cabinet Members, Cardiff, National Assembly for Wales Commission, 2018, 3 p. (lire en ligne [PDF]).
- National Assembly for Wales, First Assembly, Cardiff, National Assembly for Wales Commission, 2020 (1re éd. 2017) (lire en ligne).

### Autres publications
- Robert Hazell, The State and the Nations : The First Year of Devolution in the United Kingdom, Thorverton, Imprint Academic, 2000, 290 p. (ISBN 978-0-907845-80-5).
- Monique Curcuru, « Les soubresauts de l’Assemblée galloise : le caniche et le tigre », Revue française de civilisation britannique, vol. XI, no 3,‎ 2002, p. 44-50.